# Just You and I
Just You and I è un singolo del cantautore britannico Tom Walker, pubblicato il 19 maggio 2017 come primo estratto dal primo album in studio What a Time to Be Alive. Originariamente pubblicato in versione acustica, l'11 gennaio 2019 c'è stata una riedizione del brano, pubblicata come sesto singolo dallo stesso album.
In Italia il singolo è stato pubblicato il 15 marzo 2019 ed è stato il 25º singolo più trasmesso dalle radio nell'anno.

## Video musicale
Il video musicale è stato pubblicato l'11 gennaio 2019, in concomitanza con il lancio della riedizione 2019 sul canale Vevo-YouTube del cantante.